# Apex Tool Group
Apex Tool Group es un proveedor estadounidense de herramientas manuales y herramientas eléctricas. Se formó como una empresa conjunta de Cooper Industries y Danaher por la fusión de Cooper Tools y el segmento de herramientas y componentes de Danaher. En octubre de 2012, Danaher y Cooper vendieron Apex a Bain Capital por unos 1.600 millones de dólares.  Apex tiene su sede en Sparks, Maryland, y tiene más de 20 fábricas en todo el mundo, incluyendo Estados Unidos, Canadá, México, Alemania, China y América del Sur.

## Herramientas manuales[2]
- Allen : llaves Allen
- Armstrong Tools : herramientas manuales industriales
- Atkins - Sierras para metales
- Belzer – Herramientas manuales de mecánico
- Campbell: fabrica cadenas y pinzas-sargento . Ganador del premio "Member's Choice" al mejor programa nuevo en el Do It Best Fall Market de Indianápolis por sus accesorios de cadena. [3]
- Caulkmaster: pistolas impermeabilizantes neumáticas.
- Collins - Machetes, palas y hachas
- Crescent : produce herramientas manuales de tipo general y conjuntos de herramientas. Ganador del Premio Breakthrough 2006 de Popular Mechanics por su variante Rapid-Slide. [4] Adquirida por Cooper en 1968.
- Delta: cajas de herramientas
- EREM – Alicates de precisión.
- GearWrench: llaves de trinquete y herramientas manuales
- HK Porter: cortadoras de tornillos y cables .
- Iseli: piezas combinadas de precisión
- Jacob's Chuck: portabrocas
- JOBOX – cajas para camiones y sitios de almacenaje
- KD Tools : herramientas manuales y especializadas para mecánicos
- K&F: limas y raspas
- Kahnetics - Sistemas de dispensación de componentes.
- Lufkin : fabrica herramientas de medida como pinzas, calibres, micrómetros y cintas métricas . Lufkin fue la primera adquisición de herramientas manuales de Cooper en 1967.
- Mayle - Herramientas manuales de mecánico
- Nicholson: produce limas, raspas y sierras . Adquirida por Cooper en 1972.
- Plumb : herramientas de impacto, tales como martillos, hachas y buriles . Adquirida por Cooper en 1980.
- SATA - Herramientas manuales de mecánico.
- Calibres Spline: calibres
- Weller - Herramientas de soldadura . Adquirida por Cooper en 1970.
- Wire-wrap – Equipos de conexión eléctrica .
- Wiss: tijeras y tijerade chapa . Adquirida por Cooper en 1976.
- Xcelite : herramientas electrónicas como destornillador y alicates generales y especializados. Adquirida por Cooper en 1973.

Para la cartera de herramientas manuales, desde 2018, la compañía ha decidido centrarse en 3 marcas principales como Crescent, Gearwrench y SATA a nivel mundial.

## Herramientas eléctricas[5]
La división de herramientas eléctricas de Apex Tool Group tiene su sede en Lexington, Carolina del Sur . Está formado por las siguientes marcas: 
- Herramientas de montaje y fabricación APEX: enchufes de impacto de producción, bits y juntas universales
- Buckeye - material para hacer relieves
- Cleco: herramientas de montaje
- Cooper Automation: sistemas de sujeción automatizados
- DGD - sistemas automatizados
- Doler: equipo de perforación avanzado
- Dotco: herramientas de eliminación de material
- GETA
- Master Power: herramientas de aire industrial
- Metronix: servos, controladores y controles de velocidad
- Quackenbush: equipos de perforación avanzados
- Recoules: herramientas de perforación
- Rotor - equipos de montaje
- Utica: herramientas de medida y control de par